# Boemerang (Suske en Wiske)
Boemerang is het driehonderdachtenzestigste stripverhaal uit de stripreeks van Suske en Wiske. Het is het tweede verhaal in de serie waarbij een scenarist en tekenaar worden uitgenodigd om een hommage aan Willy Vandersteen te schrijven en tekenen. Dit verhaal is geschreven door Conz en getekend door Steven Dupré. Het kwam als album uit op 7 november 2018.

## Personages
- Suske, Wiske,  Lambik, Jerom, tante Sidonia, professor Barabas, Theofiel Boemerang, Arthur, ordediensten van Theofiel, inwoners Boomerang City, rebellen, Savantas

## Locaties
- Boomerang City, hoofdkwartier Boomerang Industries, de witte rots (beruchte gevangenis), hoofdkwartier Rebellen

## Verhaal
Theofiel heeft veel geld verdiend met de verkoop van stofzuigers, toen al het fijnstof de stad vervuilde en dit opgeruimd moest worden. Hij besloot ook de productie van stofzuigers over te nemen en werd daarna actief in de politiek. Theofiel werd president en schafte de democratie af. Hij schafte ook de verkiezingen en het parlement af. Onder het bewind van Theofiel werd Boomerang City zo groot dat het nu twee derde van de planeet omvat.
Er is een epidemie gaande, veel mensen lijden aan het waanzinvirus. Professor Barabas heeft een antimiddel tegen dit virus gemaakt dat hij gratis wilde verspreiden, maar de professor is verdwenen. Er is wel een antimiddel, maar dit wordt voor een zeer hoge prijs verkocht en hierdoor blijft het onbetaalbaar voor de grootste groep patiënten. Het virus blijft zich verspreiden. Suske heeft een code in handen gekregen en heeft zich aangesloten bij het verzet. Ze worden door de mannen van Theofiel achtervolgd als zijnde rebellen. De vrienden willen inbreken in het hoofdkwartier van Theofiel om daar de aansturing van zijn fabrieken te blokkeren, en zo de absolute macht van de heerser te breken. Lambik heeft toegangspasjes en uniformen geregeld en de vrienden komen tot aan de ruimte waar de controlekamer zou zijn. Dan worden ze overmeesterd en Lambik wordt afgevoerd. Wiske komt er in het archief achter dat Theofiel degene is die het waanzinvirus verspreidt. De vrienden kunnen ontsnappen en tante Sidonia besluit niet terug te keren naar de rebellenbasis, uit vrees dat Theofiel ook daar een inval zal organiseren. Suske ontdekt dat de rebellenbasis inderdaad wordt opgerold. Hij komt er ook achter dat Lambik naar de witte rots wordt vervoerd. 
De vrienden besluiten de trein die Lambik vervoert te overvallen, maar het blijkt een valstrik te zijn. Ze komen terecht in de witte rots, waar Savantas de macht in handen heeft. Dan blijkt ook Lambik in het complot te zitten. Hij  betuigt spijt tegenover zijn vrienden, maar vertelt ook dat Theofiel zijn broer Arthur in zijn macht heeft. Ook Arthur is bezeten door het waanzinvirus en Lambik heeft een deal gesloten met Theofiel om zijn broer te redden. Theofiel houdt zich niet aan zijn woord en ook Lambik wordt moedwillig besmet met het virus. De vrienden komen erachter dat Theofiel het antivirus op de zwarte markt aanbiedt, hier kan hij zelf zijn prijs bepalen. Hij wil de vrienden ook injecteren met het virus, maar daar steekt professor Barabas een stokje voor. Barabas werd opgepakt toen Theofiel ontdekte dat hij een gratis antivirus wilde aanbieden en gedwongen om in het laboratorium van Savantas te werken aan antivirussen die voor veel geld verkocht werden. 
De mannen van Theofiel worden overmeesterd en Theofiel injecteert zichzelf per ongeluk met het waanzinvirus. De dictator wordt afgezet en de bevolking wordt geïnformeerd over de gang van zaken. Lambik en Arthur krijgen het antivirus en professor Barabas vertelt dat ze na een tijdje weer normaal zullen worden.

## Achtergronden
Op de achterkant van het album is een variant afgebeeld van de beroemde toren met de vrienden op elkaars schouders. In deze variant dalen de vrienden, in dezelfde volgorde als in de welbekende toren, af via een touw.
Jerom verwijst naar het spel "Op Jerommeke" als hij vertelt dat hij als door een ringetje te halen is. Dit spel werd uitgebracht in 1960 en kwam ook al voor in het album De zingende zwammen.
Net als in de oude albums, bestuurt tante Sidonia een luchtvoertuig (in dit geval de glider).